# Eola-Amity Hills AVA
Eola-Amity Hills AVA ist ein Weinanbaugebiet im US-Bundesstaat Oregon. Der moderne Weinbau begann dort etwa Mitte der 1960er, die Anerkennung als American Viticultural Area (AVA) erfolgte im Jahre 2006. Angebaut werden unter anderen Rebsorten vor allem Pinot gris und Chardonnay.

## Lage
Das Gebiet erstreckt sich innerhalb des Willamette-Tals, das den Fluss Willamette im Nordosten des Bundesstaates umgibt. Willamette reicht vom Columbia im Norden bis kurz vor Eugene im Süden, dort endet das Tal. Im Osten wird das Tal von den Bergen der Kaskadenkette und im Westen von der Oregon Coast Range begrenzt.
Die anerkannten Rebflächen des Anbaugebiets Eola-Amity Hills AVA verteilen sich auf die Verwaltungsgebiete von Yamhill County und Polk County zwischen den Städten Amity und Salem.

## Klima
Das Klima des Tals ist ganzjährig mild, die Winter meist kalt und feucht, während die Sommermonate üblicherweise warm und trocken bleiben. Temperaturen über 32 °C sind nur an 5 bis 15 Tagen zu erwarten, nur alle 25 Jahre fällt die Temperatur in diesem Gebiet unter 0 °C. Die meisten Regenfälle beschränken sich auf die kältesten Jahreszeiten, Spätherbst, Winter und Frühlingsanfang. Mit Schneehöhen zwischen 13 und 25 Zentimeter pro Jahr fällt auch verhältnismäßig wenig Schnee.
Über den Van Duzer Corridor kann jederzeit kühle Meeresluft das Weinbaugebiet erreichen, so dass den vorwiegend weißen Rebsorten eine ausreichend hohe Säure erhalten bleibt.